# Kæmpegalago
Kæmpegalagoen (Otolemur crassicaudatus) er en nataktiv halvabe i familien galagoer. Det er den største af galagoerne med en kropslængde på 25-40 cm og en vægt på op til 2 kg. Halen måler 34-49 cm. Kæmpegalagoen lever i tropiske skovområder og plantager i centrtale, sydlige og østlige dele af Afrika.

## Beskrivelse og levevis
Kæmpegalagoen har store ører og øjne for bedre at kunne høre og se om natten. Den bevæger sig rundt i træerne på alle fire og foretager kun sjældent spring. Den lever især af harpiks, men tager også insekter (der fanges med hænderne) og frugter. De kamformede fortænder benyttes til at skrabe hul i barken, for at få fat i harpiksen.